# Медунка

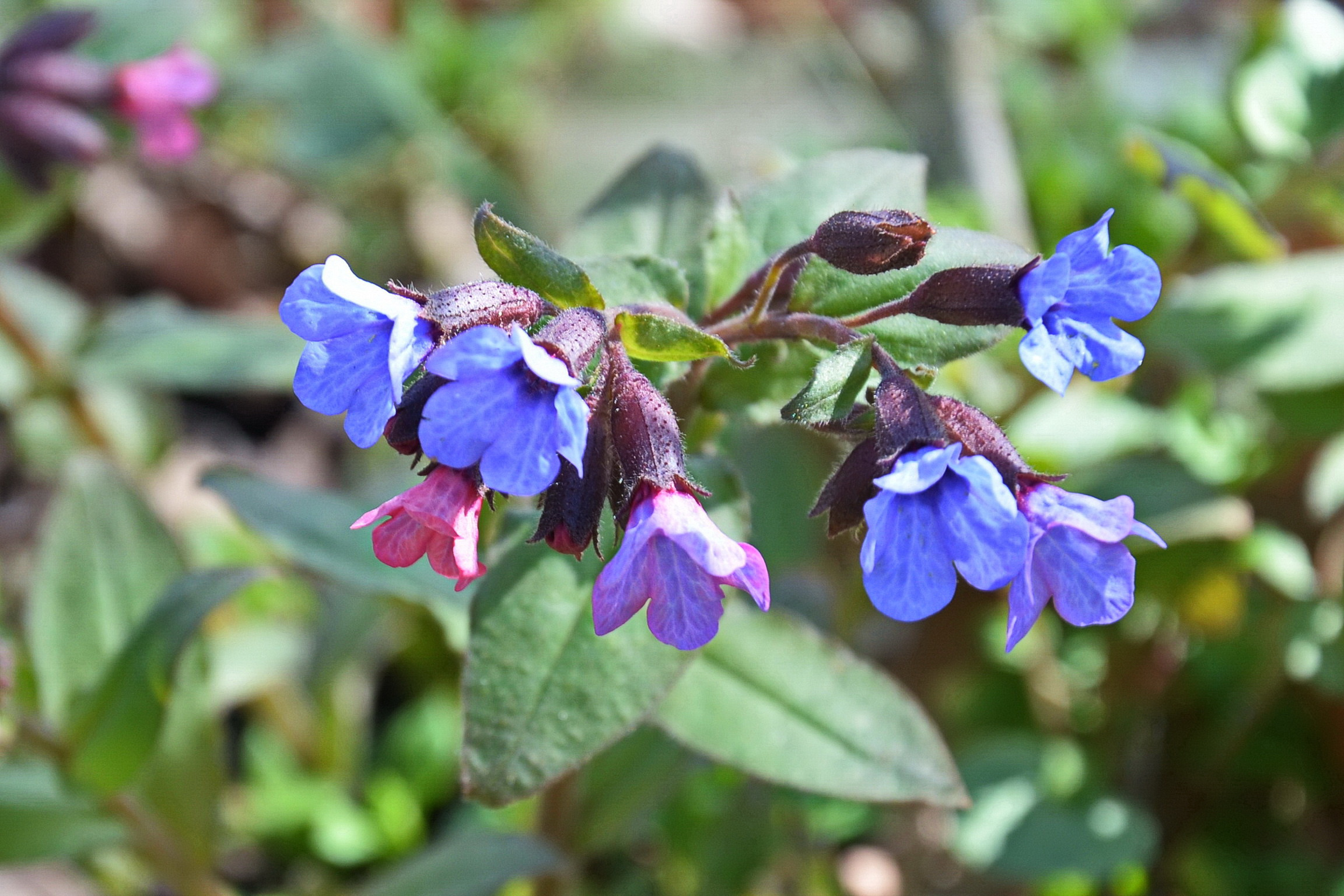
Медунка (Pulmonaria) в лісовій зоні Орловщини

Медунка (Pulmonaria) — рід невисоких багаторічних трав'янистих рослин із родини шорстколистих. Рід містить до 20 видів; поширений від Європи до північного Китаю, хоча його класифікація залишається спірною. 

## Опис
У більшості видів медунки (як і у деяких інших шорстколистих) спостерігається нечасте серед квіткових рослин явище зміни забарвлення віночка в процесі цвітіння: рожеві на початку віночки до кінця цвітіння стають синіми.
Багаторічні, кореневищні, жорстко- або м'яко-запушені рослини; листки широко-яйцеподібні або довгасто-ланцетні. Квітки на коротких ніжках, у роздвоєних вкритих листям завійках, зібраних щитками на кінцях стебел. Чашечка дзвоникоподібна, менш як наполовину надрізана, з трикутно-ланцетними частками, при плодах збільшена. Віночок лійкоподібний, у зіві без лусочок, але з п'ятьма пучками волосків, червоний або змінює забарвлення від рожевого до фіолетового, блакитного або синього. Плід із 4 горішків, кулясто-яйцеподібних, гладеньких, блискучих, розсіяно-волосистих.
В Україні шириться креативна традиція відмічати дні окремих ярких представників природи. Таким чином, засновники традиції вважають буде корисним орієнтувати суспільство і світогляд на проблеми захисту природи,  що сприятиме вихованню молоді в любові до природи та в шані до рідної землі. Згідно даної традиції -  15 квітня – «День Медунки».  

## Використання
Медунка — особливо лікарська медунка (P. officinalis) — з давніх часів використовувалася як лікарська рослина. Деякі види культивуються як садові культури, виведена безліч декоративних сортів. Всі види медунки — добрі медоноси.
З лікувальною метою використовують траву. Вона містить головним чином кремнеземову кислоту та інші мінеральні речовини, дубильні речовини (6-10%), смолу, слиз, сапонін, різні органічні речовини, зокрема мирістову та стеарову. 
Широко застосовується в народній медицині. Траву у вигляді напару (30—40 г на 1 л води) п’ють як добрий відхаркувальний засіб при бронхітах, при різних захворюваннях дихальних шляхів, що супроводжуються сухим кашлем і хрипотою.
Є відомості, що чай з листя допомагає в початковій стадії туберкульозу: звапнює уражені місця в легенях. Використовується також при кровотечах легенів, при сечокрів’ї й хворобах нирок. Допомагає також при бронхіальній астмі.
Збирання. Траву збирають під час цвітіння (з квітня до початку червня), зрізуючи її ножем або ножицями біля самого кореня. Сушать траву зразу після збирання в добре провітрюваних місцях. При цьому треба мати на увазі, що трава в купках швидко чорніє і втрачає свій природний колір. 

## Світлини

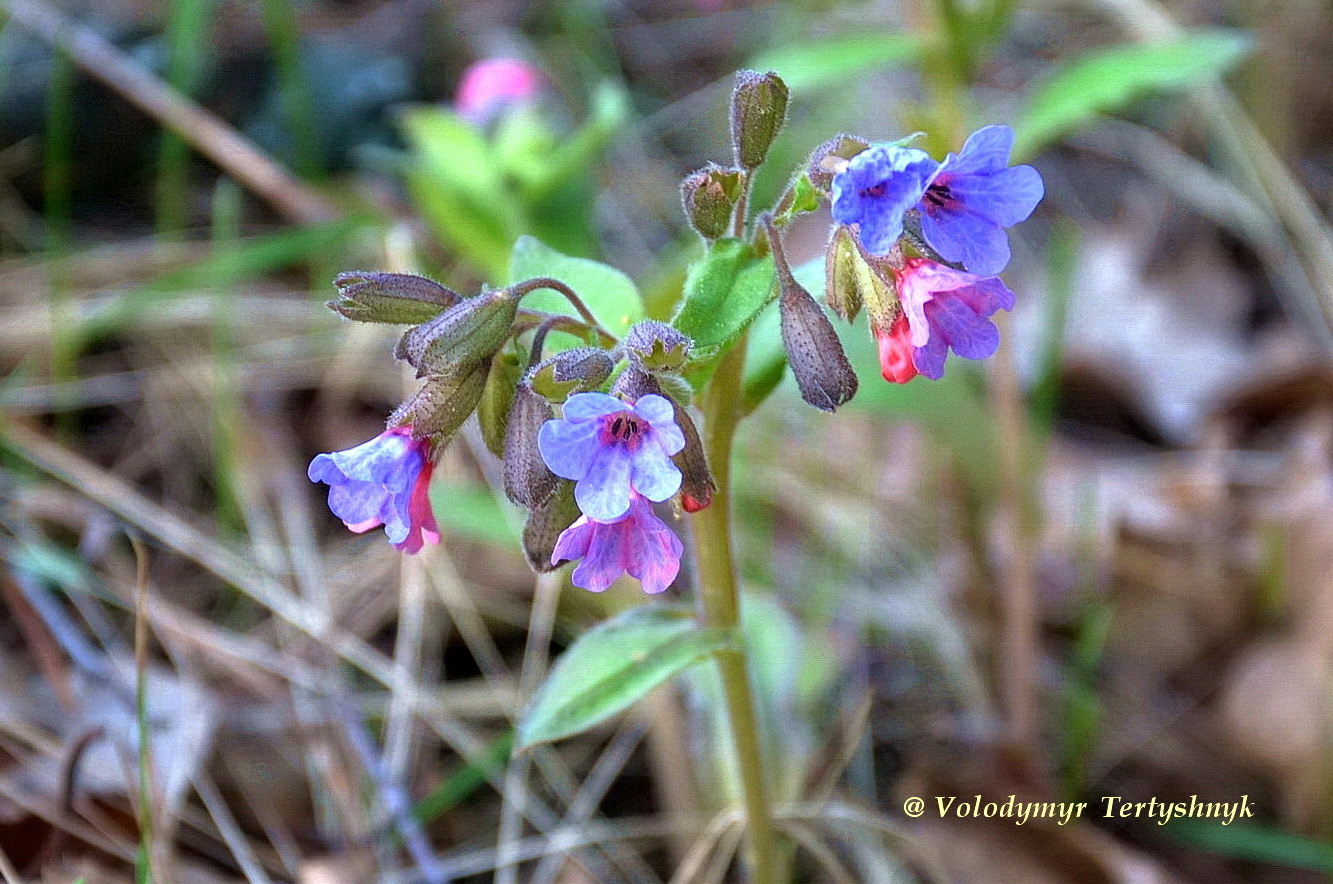
Медунка на Січеславщині
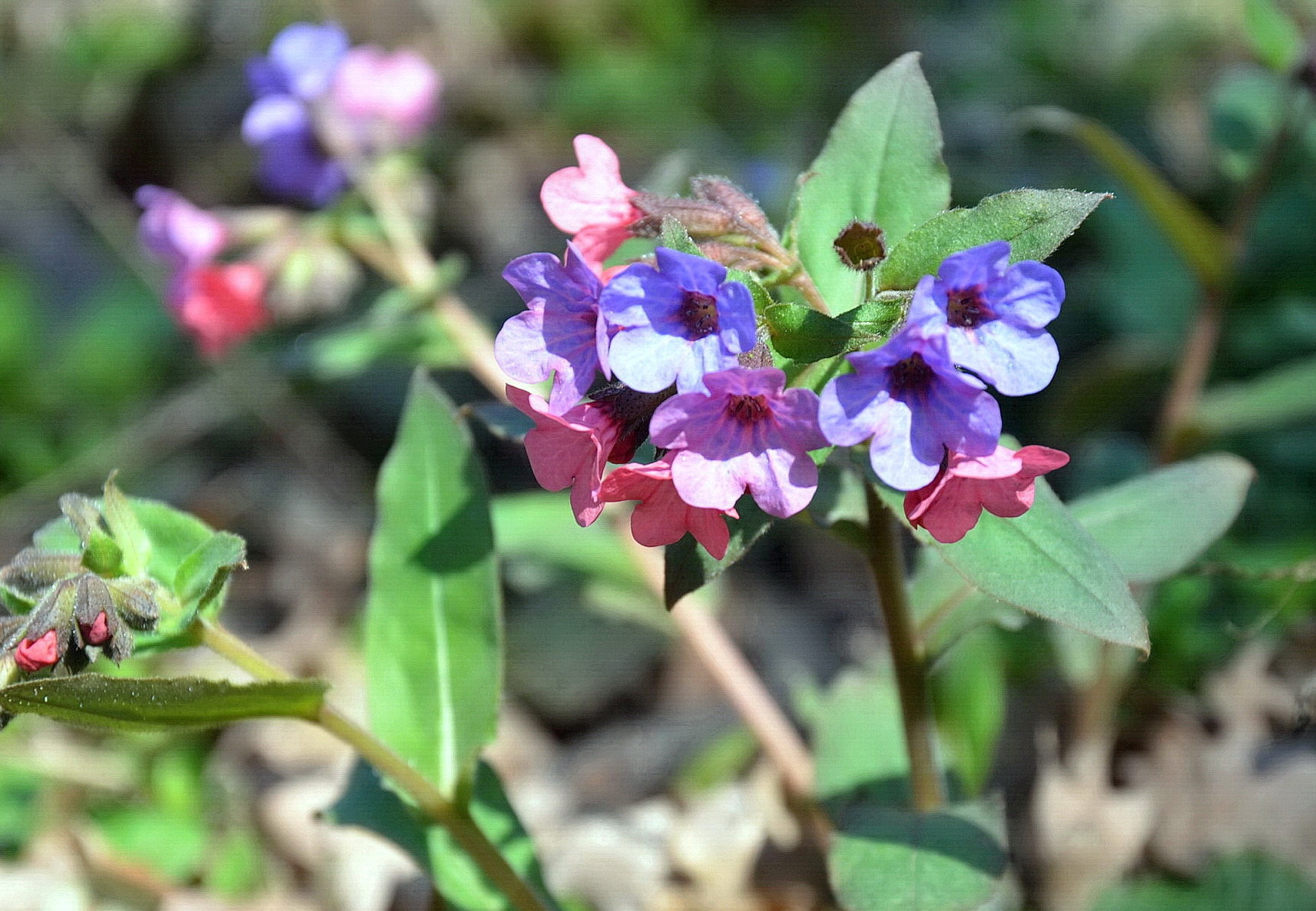
Медунка в лісах Орловщини на Січеславщині
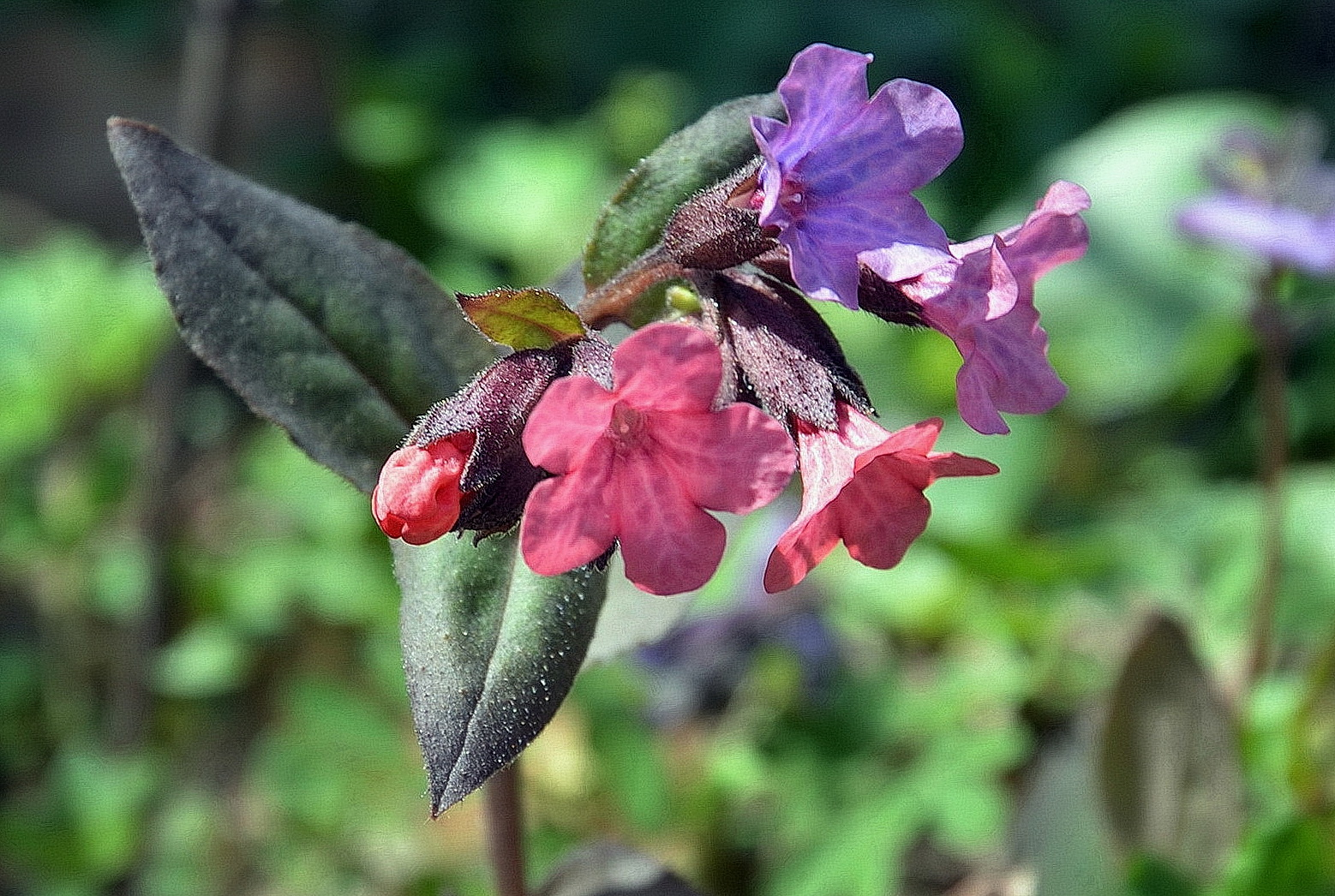
Медунка в квітні

## Види
1. Pulmonaria affinis[pl]
2. Pulmonaria angustifolia — Медунка вузьколиста
3. Pulmonaria australis[it]
4. Pulmonaria carnica[sv]
5. Pulmonaria cesatiana[d]
6. Pulmonaria collina[sv]
7. Pulmonaria filarszkyana[pl]
8. Pulmonaria helvetica[fr]
9. Pulmonaria kerneri[de]
10. Pulmonaria longifolia[en]
11. Pulmonaria mollis
12. Pulmonaria montana[de]
13. Pulmonaria obscura — Медунка темна
14. Pulmonaria officinalis — Медунка лікарська
15. Pulmonaria rubra
16. Pulmonaria saccharata[en]
17. Pulmonaria stiriaca[pl]
18. Pulmonaria vallarsae[pl]
19. Pulmonaria visianii[pl]